# Jacutinga Atlético Clube
Jacutinga Atlético Clube é um clube de futebol de Jacutinga, no estado de Minas Gerais.
Fundado em 27 de abril de 2005, manda suas partidas no Estádio Luiz Morais Cardoso, em Jacutinga, com capacidade para 2.500 espectadores.

## História

### Campanha em 2005
O time disputou o Campeonato Mineiro da Segunda Divisão em 2005, logo após sua fundação, e fez uma boa campanha, ficando ficou com o primeiro lugar em seu grupo nas duas primeiras fases. Já no hexagonal final, quando decidiria o acesso à divisão superior, não manteve o mesmo desempenho, perdeu o seu treinador, Sérgio Guedes, e acabou em quinto lugar.
No mesmo ano, disputou a Taça Minas Gerais e surpreendeu as equipes mais conhecidas. Depois de bater de frente com a Caldense, terminando a primeira fase em primeiro lugar no Grupo B, foi eliminado nas quartas de final da competição diante do Uberlândia. Nesta fase, o time jacutinguense venceu as duas partidas por 4 a 1, sendo eliminado na disputa por pênaltis no Estádio Aldazir Pereira.

### Campanha em 2011
Em 2011, o time disputou uma competição para amadores, a Copa Record (Copa Sul Mineira). Chegou às semifinais, mas foi eliminado pelo Coqueiral.
Já no segundo semestre, o time jacutinguense não conseguiu repetir o mesmo desempenho, caindo ainda na primeira fase, depois de somar apenas dois pontos e amargar a lanterna de seu grupo.

## Símbolos

### Escudo
O escudo da equipe possui as cores azul e amarelo.

### Mascote
O mascote oficial da equipe é a ave Jacutinga, que dá o nome da cidade.